# Saint-Vincent-de-Barbeyrargues
Saint-Vincent-de-Barbeyrargues är en kommun i departementet Hérault i regionen Occitanien i södra Frankrike. Kommunen ligger i kantonen Les Matelles som tillhör arrondissementet Montpellier. År 2022 hade Saint-Vincent-de-Barbeyrargues 760 invånare.

## Befolkningsutveckling
Antalet invånare i kommunen Saint-Vincent-de-Barbeyrargues
Referens:INSEE